# Ningguo
Ningguo (宁国市S, Níngguó ShìP) è una città-contea della Cina, situata nella provincia dell'Anhui.